# Языки Румынии
Помимо официального румынского языка, в Румынии говорят на нескольких других языках. Действуют законы, касающиеся прав языков меньшинств, и некоторые из них имеют официальный статус на местном уровне. Несмотря на отсутствие носителей французского языка, французский язык также является исторически важным языком в Румынии, и страна является членом Международной организации Франкофония.

## Официальный язык
Согласно переписи населения Румынии 2002 года, на румынском языке говорит 91% населения как на основном языке. Согласно Конституции Румынии и закону № 1206 от 2006 года официальным языком в Румынии является румынский как на национальном, так и на местном уровне.
Официально с 2013 года у румынского языка есть свой праздник - День румынского языка, который отмечается 31 августа. Подобный праздник «Limba noastră» («Наш язык») существует в Молдавии.

## Языки меньшинств
После падения коммунистического правительства Румынии в 1989 году различные языки меньшинств получили больше прав, и в настоящее время в Румынии действуют обширные законы, касающиеся прав меньшинств на использование своего языка в местной администрации и судебной системе.
Хотя румынский язык является единственным официальным языком на национальном и местном уровне, в Румынии присутствуют еще 14 языков. Румынские законы включают языковые права для всех групп меньшинств, которые составляют более 20% населения местности по данным переписи 1992 года. Список таких населенных пунктов содержится в Постановлении правительства №. 1206/2001. Права включают в себя использование вывесок на языках меньшинств, доступ к местной администрации, государственным службам и системе правосудия. Право на получение образования на этом языке не ограничивается только этими поселениями.

### Венгерский язык
Венгерский язык является крупнейшим языком меньшинства в Румынии: по данным переписи 2011 года в стране проживает 1 227 623 человека, говорящих на венгерском языке, или 6,1% от общей численности населения. Это меньшинство в основном проживает в Трансильвании, которая была частью королевства Венгрии до конца Первой мировой войны (Северная Трансильвания снова была частью Венгрии в период с 1940 по 1947 год), хотя венгерскоязычные меньшинства есть и в других частях страны.

### Цыганский язык
Цыгане составляют второе по величине меньшинство в Румынии, и по переписи 2002 года было зарегистрировано 241 617 человек, говорящих на цыганском языке, или 1,1% от общей численности населения. Диалекты цыганского языка включают балканский цыганский, влашский цыганский и карпатский цыганский. Цыганский язык используется в вывесках, администрациях, образовании и правосудии в 79 коммунах и одном городе (Будешти).

### Украинский язык
В Румынии говорят на украинском языке 57 593 человека, в основном они сосредоточены в жудеце (уезде) Марамуреш, где они составляют 6,67% населения, а также в жудецах Сучава и Тимиш. Украинцы составляют большинство в четырех коммунах: Бистра, Вишня Ривня, Шука и Копечеле.

### Немецкий язык
В Румынии проживает много разных групп немцев, самые крупные из которых исторически были известны как трансильванские саксы и банатские швабы. Когда-то немцы составляли гораздо большую часть румынского населения, чем сегодня, хотя они по-прежнему являются четвертой по величине этнолингвистической группой. В 1938 г. их было 780 000, а в 1992 г. - 111 301, но по переписи 2002 г. было только 45 129 немцев. С 1989 г. их представляет Демократический форум немцев Румынии, работающий на немецком языке.

### Русский язык
В Румынии проживает 29 890 липован, этнически русских эмигрантов из Российской империи, уехавших из-за религиозных разногласий с Русской православной церковью. В основном они говорят на русском языке, и большинство из них проживает в жудеце Тулча.

### Тюркские языки

#### Турецкий язык
Говорящие на турецком языке составляют 0,1% населения, их численность составляет около 28 714 человек. Турецкоязычная община в значительной степени является наследием османского правления над большей частью Румынии. Они живут в восточной части Румынии (Констанца).

#### Татарский язык
Татары также составляют примерно 0,1% румынского населения, численностью 21 482 человека. Большинство крымских татар говорят на крымскотатарском языке, и большая часть общины проживает в жудеце Констанца.

### Другие языки
Менее распространенные языки в Румынии включают: сербохорватский (26 732: 20 377 сербов, 6 355 хорватов), словацкий (16 108), болгарский (6 747), греческий (4 146), азербайджанский (3 000). Использование французского языка зародилось среди румынской элиты с 18 века. Патрик Ли Фермор, посетивший Румынию в 1934 году, отметил, что, хотя вся элита говорила на двух языках, их родным языком был французский, «особенно чистый, прохладный и очаровательный». Сегодня около четверти румын изучают французский язык. С 1993 года Румыния является членом Международной организации Франкофония, несмотря на то, что в ней нет коренного франкоязычного населения и она никогда не была частью одной из Французских империй.

## Внешние ссылки
- Ethnologue report for Romania
- (рум.) Romanian National Census 2002, POPULATIA DUPA LIMBA MATERNA section